# Sampho Jigme Wangchen Rimpoché
Sampho Jigme Wangchen Rimpoché (tibétain : བསམ་ཕོ་འཇིགས་མེད་དབང་ཆེན་རིན་པོ་ཆེ, Wylie : bsam pho 'jigs med dbang chen rin po che) né en 1927 à Lhassa au Tibet et mort le 6 février 2022 à Salt Lake City, Utah, USA est un tulkou et homme politique tibétain.

## Biographie

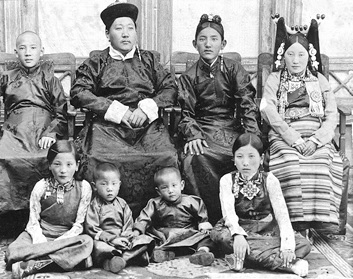
Famille Sampho au début des années 1940. Rangée arrière de gauche à droite : Jigmé Sampho Rinpoché - Theji Tsewang Rigzin - Rimshi Tenzin Dhondup - Yudon Pomdatshang (deuxième épouse du Theji). Première rangée de gauche à droite : Sangey Deki - Samdup Norbu et Tsewang Samphel (demi-frères du deuxième mariage), Yangchen Dolkar.

Sampho Jigme Wangchen Rimpoché est né à Lhassa au Tibet, dans la famille Sampho. Sa mère est issue de la famille Kunsang Tse, Kalsang Yangki, et son père est Sampho Tsewang Rigzin. 
Il est reconnu comme la réincarnation de Drubwang Shakya Shri par Tokden Paksam Gyatso (1895-1962) et devint un disciple de Chatral Rinpoché. Il a étudié le tibétain à l'école Tarkhang à Lhassa. Il épouse Dechen Yangkyi Sekshing en 1951 à Lhassa.
En 1959, il fuit le Tibet en passant par Nathu La, la frontière entre le Sikkim et le Tibet, avec sa famille et ses proches. En 1960, il travaille pour le gouvernement tibétain en exil après avoir reçu une lettre du 14e dalaï-lama. Il a été secrétaire du Conseil de l'éducation tibétaine à Dharamsala, Co-rédacteur en chef de l'Institut de la culture tibétaine du 14e dalaï-lama à Dharamsala, co-éditeur de la biographie du 14e dalaï-lama, directeur de l'École des réfugiés tibétains de Simla, directeur adjoint de la Tibet House de New Delhi, rédacteur en chef de Tibetan Freedom Press à Darjeeling, éditeur de  Bod kyi gyal rab, un livre sur l'histoire tibétaine traduit par Phuntsok Tashi Takla à partir des annales de la dynastie chinoise Tang, éditeur du livre de Tsepon W. D. Shakabpa sur l'histoire politique du Tibet, directeur de la Enchey School de Gangtok au Sikkim, professeur de langue tibétaine de la Girls High School de Gangtok.
Il s'installe aux Etats-Unis en 1976 et enseigne le tibétain au centre Orgyen Cho Dzong à New York. En 2001, il réside à Salt Lake City. 
Le 28 septembre 2019, il reçoit un prix pour l'ensemble de ses réalisations et sa contribution à la préservation des traditions Nangma et Toeshhay de musique tibétaine, lors de la première conférence internationale des arts du spectacle tibétains célébrant le 60e anniversaire de l'Institut tibétain des arts du spectacle à Dharamsala. Ce prix de l'Institut tibétain des arts du spectacle et du Tibet Policy Institute (en) de l'Administration centrale tibétaine lui est remis par le dalaï-lama lors de la cérémonie d'ouverture.
Sa femme et sa fille, Tseten Sampho, lui survivent.
Il est l’une des personnalités qui apparaissent dans le documentaire de Sonam Tashi (Acho Danny), directeur de l'Institut tibétain des arts du spectacle, et Eric Henningsen Acho Namgyal: the gift of music sorti en 2010 à Dharamsala.